# Roger Bruge
Roger Bruge est un écrivain, historiographe militaire et journaliste français, né le 17 septembre 1926 à Troyes et mort le 16 octobre 2009 dans le 12e arrondissement de Paris.

## Biographie
Roger Bruge participe à la Résistance dès 1943 et fait campagne avec l'armée placée sous les ordres du général de Lattre de Tassigny. Mais il est capturé puis interné au camp de concentration de Buchenvald, duquel il survit.
Après guerre, il s'engage dans l'armée et effectue deux séjours en Indochine et en Algérie.
Journaliste au Républicain lorrain de 1960 à 1982, il entreprend au cours des années 1960 une œuvre consacrée pour l'essentiel à l'histoire de la ligne Maginot et aux combats de mai-juin 1940 dans l'Est de la France. Son travail est considéré comme rigoureux, sans complaisance, et pointu tant les détails donnés sont nombreux. Il a incontestablement marqué le récit historique.
Les très nombreuses archives qu'il a regroupées ont fait l'objet d'un fond portant son nom au Service Historique de la Défense.

## Publications
- Un sergent para, France-Empire, 1959
- Naufrage à Berlin, France-Empire, 1961
- Enfant de troupe, France-Empire, 1962 ; 1983
- Histoire de la ligne Maginot
  - T.1 : Faites sauter la ligne Maginot !, Fayard, 1973[5] - Prix du maréchal Foch 1977  de l'Académie française
  - T.2 : On a livré la ligne Maginot, Fayard, 1975[5]
  - T.3 : Offensive sur le Rhin, Fayard, 1977
- Juin 1940 : le mois maudit, Fayard, 1980[5] - Prix du maréchal Foch 1981  de l'Académie française
- Les Combattants du 18 juin
  - T.1 : Le Sang versé, Fayard, 1982
  - T.2 : Les derniers feux, Fayard, 1985
  - T.3 : L'armée broyée, Fayard, 1987
  - T.4 : Le cessez-le-feu, Fayard, 1988
  - T.5 : La fin des généraux, Fayard, 1989
- Orages sur la ligne Maginot, Presses de la Cité, 1990
- 1944 le temps des massacres. Les crimes de la Gestapo et de la 51e Brigade SS, Albin Michel, 1994
- Les Hommes de Diên Biên Phu, Perrin, 1999 - Prix François Millepierres 2000 de l'Académie française